# 万鹤群
万鹤群（1919年10月18日—2015年10月24日），江苏武进人。中华人民共和国农机专家。

## 生平
1941年，毕业于中央大学航空工程系。1945年，赴美国爱荷华州立大学。1947年，回国后就职于中央农业实验所、南京农业实验所。1949年后，任职于北京农业机械化学院系主任、中南分院副院长，北京农业工程大学教授。

## 著作
著有《拖拉机构造与原理》、《拖拉机理论》、《拖拉机修理》等。